# جليزا 849 b
غليس 849 بي (بالإنجليزية: Gliese 849 b)‏ الذي يرمز له بالرمز GJ 849 b، هو كوكب خارج المجموعة الشمسية، في كوكبة الدلو، يتبع غليس 849 ‏.

## الاكتشاف
اكتشف في 31 يوليو 2006، وكانت طريقة الاكتشاف سرعة شعاعية.